# Gerardo Sasso
Gerardo Sasso (Scala, 1040 circa – Gerusalemme, 3 settembre 1120) è stato un monaco cristiano italiano. Nel 1099 fondò l'ordine degli Ospitalieri di San Giovanni di Gerusalemme e nel 1113 ne fu il primo gran maestro; è stato beatificato della Chiesa cattolica.

## Biografia
Poco è noto dei primi anni della vita del beato, che una tradizione ben radicata vuole originario di una nobile famiglia di Amalfi, precisamente della cittadina di Scala, come sarebbe anche confermato dalla scelta della Croce di Amalfi come simbolo , sebbene altre fonti ne indichino una possibile nascita in Provenza.
Gli antichi racconti sui primordi dell'ordine degli Ospitalieri narrano del ruolo di Gerardo come responsabile dell'hospitale annesso al monastero benedettino di Santa Maria dei Latini di Gerusalemme, ricostruito attorno al 1070 dai patrizi e mercanti amalfitani de Comite Maurone immediatamente a sud del Santo Sepolcro per accogliere i numerosi pellegrini in visita ai Luoghi Santi.
Alcuni racconti di eventi miracolosi attestano tuttavia che durante la Prima crociata (1099) l'ospedale di San Giovanni, amministrato da Gerardo, fornì assistenza ai soldati cristiani impegnati nell'assedio di Gerusalemme e che dopo la conquista della città da parte delle armate cristiane ricevette numerose donazioni monetarie e di terre (alcune delle quali donate da Goffredo di Buglione, primo sovrano del Regno cristiano di Gerusalemme), il che contribuì ad accrescerne il prestigio. Anche il successore di Goffredo, Baldovino di Boulogne, donò all'ospedale numerosi beni a seguito delle sue vittorie contro gli stati musulmani e prese l'ente sotto la sua protezione, consacrandolo come uno dei più ricchi ed influenti del Vicino Oriente.
L'ente ospedaliero si rese ben presto indipendente e nel 1113 ottenne il riconoscimento del pontefice Pasquale II come Ordine attraverso la Pie postulatio voluntatis, bolla nella quale Gerardo è esplicitamente indicato come fondatore dell'ospedale. Nel corso degli anni, grazie alle ingenti ricchezze accumulate grazie alle donazioni, l'antico ospizio si trasformò gradualmente in un Ordine complesso e ramificato, con domus sempre più numerose sparse tra l'Europa e l'Oltremare. Nei primi anni, sotto la direzione di Gerardo, rimase comunque un'istituzione squisitamente assistenziale, prima di militarizzarsi nei decenni successivi, con l'aumentare delle esigenze difensive, durante il magistero di Raymond du Puy, successore di Gerardo. Dopo la caduta di Gerusalemme (1187) e quella di Acri (1291), l'Ordine di San Giovanni di Gerusalemme si trasferì a Cipro, poi a Rodi e in età moderna a Malta divenendo comunemente noto come Ordine dei Cavalieri di Malta.

## Il culto
Gerardo morì nel 1120, e divenne ben presto oggetto di venerazione da parte degli iscritti all'Ordine che proprio dalle sue indicazioni trasse le basi per la prima regola scritta, emanata poi ufficialmente dal suo successore. I numerosi racconti agiografici pervenutici lo indicano come un uomo pio e dedito all'assistenza e alla cura di malati e bisognosi.
Le sue spoglie vennero preservate dei cavalieri del neonato Ordine a Gerusalemme, e traslate ad Acri dopo la riconquista musulmana della città nel 1187. Nel 1283 il corpo del religioso fu trasferito nella cappella ospitaliera di Manosque, in Provenza, dove rimase integro fino al 1749, quando il Gran Maestro Manuel Pinto de Fonseca decise di portarne il teschio a La Valletta, dove è tuttora conservato dal 1830 nel monastero di Sant'Orsola. Il resto del corpo fu disperso durante i tumulti della Rivoluzione Francese, ma alcune altre reliquie del beato (perlopiù frammenti ossei) sono conservate a Martigues, nella cappella del Palazzo Magistrale dell'Ordine a Roma, nella Chiesa di San Domenico a Pisa e in Sicilia.
Nel 1984 fu proclamato beato da papa Giovanni Paolo II; la sua ricorrenza si celebra il 13 ottobre.